# Mezeň (město)
Mezeň (rusky Мезень) je město v Archangelské oblasti v Ruské federaci. Žije zde 2 832 obyvatel (2023).

## Poloha
Mezeň leží na pravém, východním břehu stejnojmenné řeky, přibližně 45 kilometrů nad jejím ústím do Bílého moře a 390 km od Archangelsku.

## Dějiny
Na území dnešního města byla v 16. století založena Okladnikova Sloboda a Kuzněcova Sloboda. Jako první se zde usadil novgorodský bojar Okladnikov se svými syny, první zmínka o osídlení pochází z roku 1545. Původně osada sloužila jako místo pro vyhnance. V letech 1664–1666 byl v Okladnikově Slobodě ve vyhnanství protopop Avvakum Petrovič a v letech 1680–1682 zde v exilu žil bojar Aramon Matvejev.
Od roku 1708 do roku 1780 obě osady byly součástí Archangelské gubernie.
Okladnikova Sloboda (Окладникова Слобода) byla důležitým každoročním trhem pro celou oblast řeky Mezeň. Kromě obchodu se zde obyvatelé zabývali lovem velryb, rybolovem a lovem tuleňů.
Dekretem carevny Kateřiny II. Veliké z 25. ledna 1780 došlo ke sloučení obou osad a ke vzniku města Mezeň, které bylo přiřazeno do Vologdské gubernie. Od roku 1784 byl Mezeň opět součástí Archangelské gubernie.
V 18. a 19. století si Mezeň zachovával starý způsob venkovského života a příliš se nepodobal městu. Podél řeky vedla jedna dlouhá ulice s vesnickými chalupami po obou stranách, se dvěma dřevěnými kostely a na okrajích města v mnoha větrnými mlýny, které byly pro Mezeň typické.
V září 1859 byl v Mezeni postaven kostel Zjevení páně na náklady Štefana Ševkuněnka. V roce 1894 byl kostel zrekonstruován na náklady mezeňského obchodníka Ivana Efremoviče Ružnikova.
Mezeň byl po většinu své doby důležitým rybářským městem, domovem mnoha námořníků, velrybářů, arktických průzkumníků a polárníků.

## Zakázaná oblast
Severní část Mezeňského okresu, včetně města Mezeň, patří do Ruské hraniční bezpečností zóny, jejímž cílem je chránit ruské hranice před nežádoucí činností. K návštěvě Mezeně je tak nutné získat speciální povolení vydané místním oddělením Federální bezpečností služby.

## Podnebí
Mezeň patří k regionům Dálného severu a nachází se poblíž hranice mírných a subarktických klimatických pásem, tajgy a lesní tundry. V současné době je město mimo hranice permafrostu. Vzhledem k tomu, že průměrná teplota nejteplejšího měsíce (červenec) je nižší než 15 stupňů je klima subarktické. Od roku 2010 byly noční mrazy pozorovány méně často než v Archangelsku a teplé letní dny zde byly oproti Archangelsku výrazně častěji.
- Průměrná roční teplota vzduchu je −0,7 °C
- Relativní vlhkost vzduchu je 81,3 %
- Průměrná rychlost větru je 3,7 m/s

## Ekonomika

### Průmysl
Mezeňské průmyslové aktivity jsou omezeny na zpracování potravin a menší strojírenské práce. Důležitou roli hraje také mezeňská pila a velký námořní přístav Krivka, které jsou umístěny 7 km od města, na druhém břehu řeky v osadě Kamenka.
Město je známé jako centrum lidového řemesla - tzv. mezeňská malba na dřevo.
Mezeň je známá také pečením unikátních zakroucených perníků, který se říká tetěry nebo vitušky. Tyto perníčky se pečou ještě v Kargopoly a nikde jinde.

### Doprava
3 km od Mezeně je Mezeňské letiště, odkud v úterý a v pátek týdně létají pravidelné linky do Archangelsku. Z Mezeňského letiště létají také lety do osad Ručji, Kojda, Dolgošelje a Sanonovo - využívají se letadla Antonov AN-2 a nebo vrtulníky Mil Mi-8.
Ve městě je pravidelná doprava zajišťována autobusy, které město spojují i s letištěm.
Od roku 2008 existuje celoročně sjízdná silnice, která spojuje město s okolními městy a osadami.

## Slavní rodáci
- Isaj Ignatěv († po roce 1657) – pomorský mořeplavec a objevitel ostrova Ajon

## Galerie

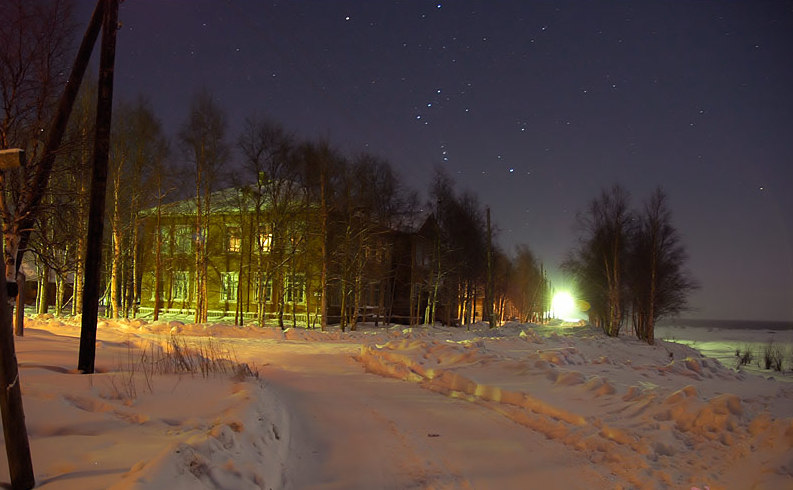
Střední škola
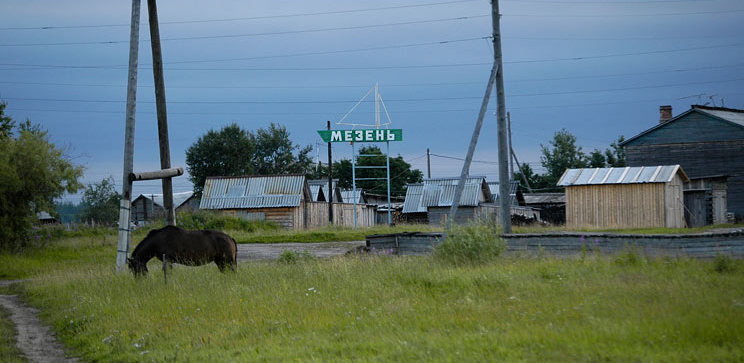
Mezeň, pohled od letiště
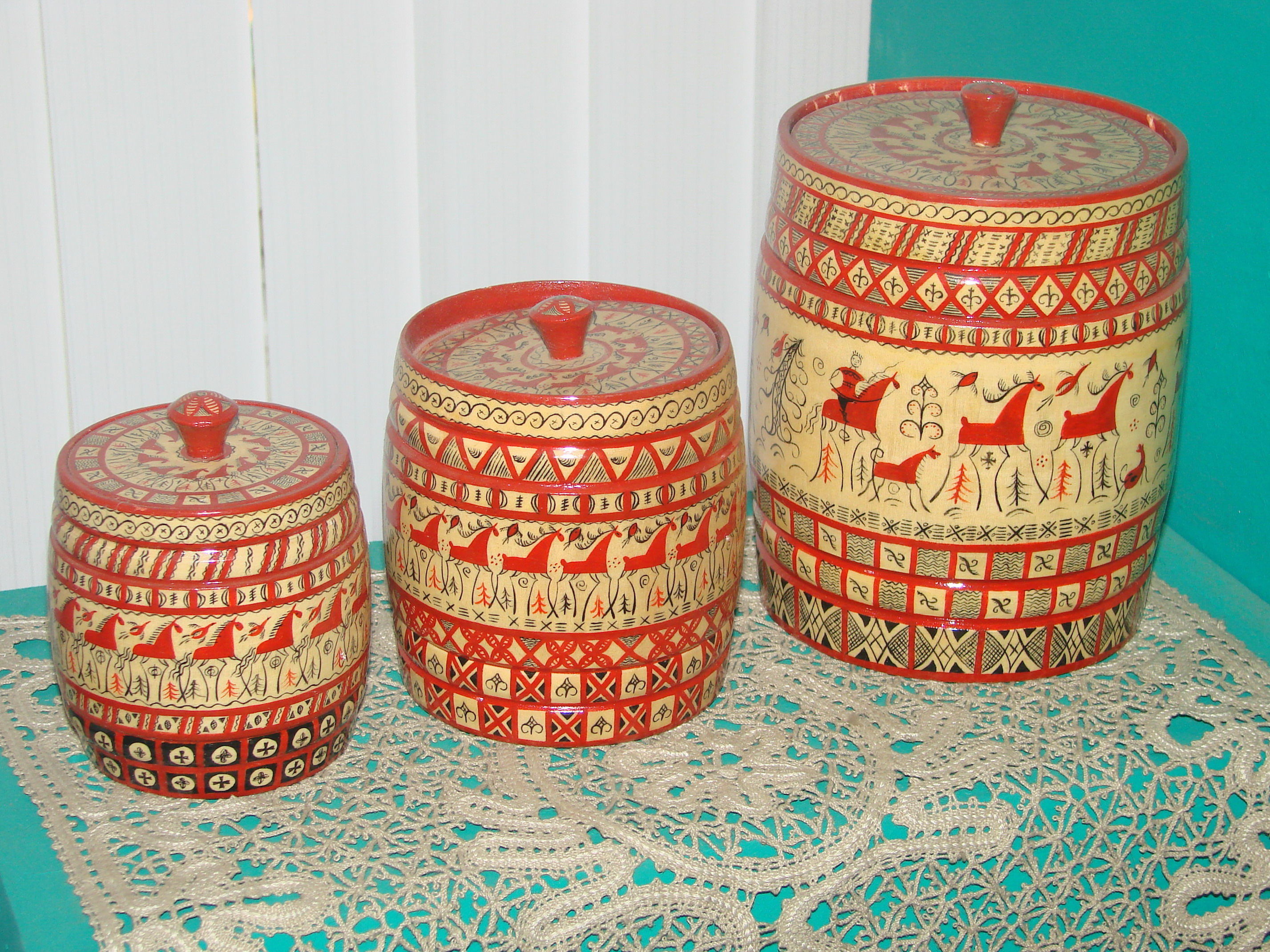
Ukázka unikátní mezeňské malby na dřevo
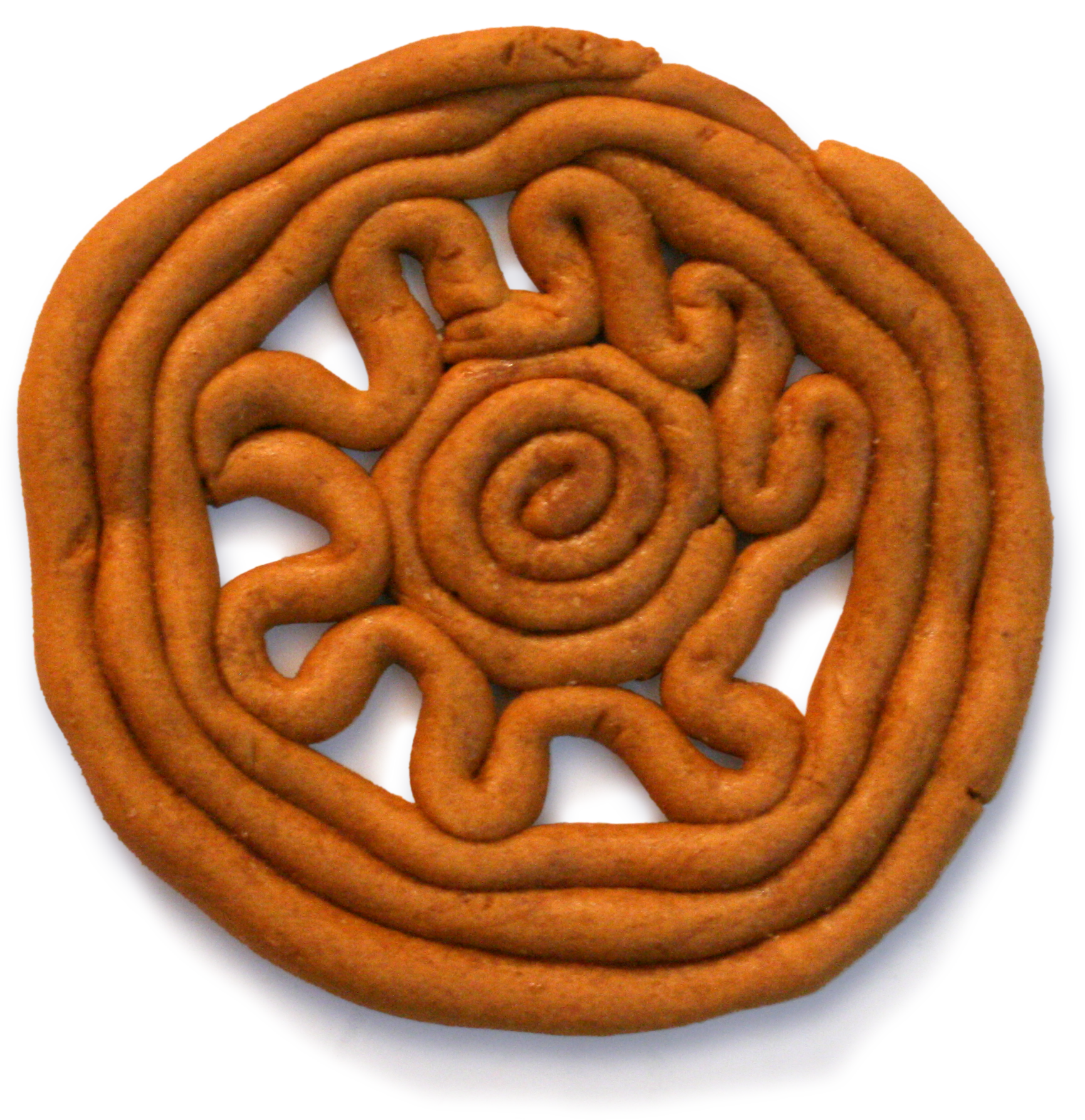
Mezeňský perník, tzv. tetěry